# Молодечненская епархия
Молоде́чненская епа́рхия (бел. Маладзечанская епархія) — епархия Белорусской православной церкви (Московский патриархат) на территории Вилейского, Воложинского, Дзержинского, Молодечненского, Мядельского, Столбцовского и Узденского районов Минской области. Входит в состав Минской митрополии.

## История
22 сентября 2014 года Синод Белорусской православной церкви обратился к Патриарху Московскому и всея Руси и Священному Синоду Русской православной церкви с просьбой образовать новые епархии в пределах Минской области в том числе Молодечненскую епархию в пределах Вилейского, Воложинского, Дзержинского, Молодечненского, Мядельского, Столбцовского и Узденского районов Минской области. 23 октября 2014 года Священного Синода Русской православной церкви образовал Молодечненскую епархию в указанных границах, выделив её из состава Минской епархии. Епархия вошла в состав образованной Минской митрополии.

## Епископы
Молодечненская епархия
- Павел (Тимофеенков) (с 2 декабря 2014)